# Hiliotalua (Lolomatua)
Hiliotalua is een bestuurslaag in het regentschap Nias Selatan van de provincie Noord-Sumatra, Indonesië. Hiliotalua telt 776 inwoners (volkstelling 2010).